# 跨界河流

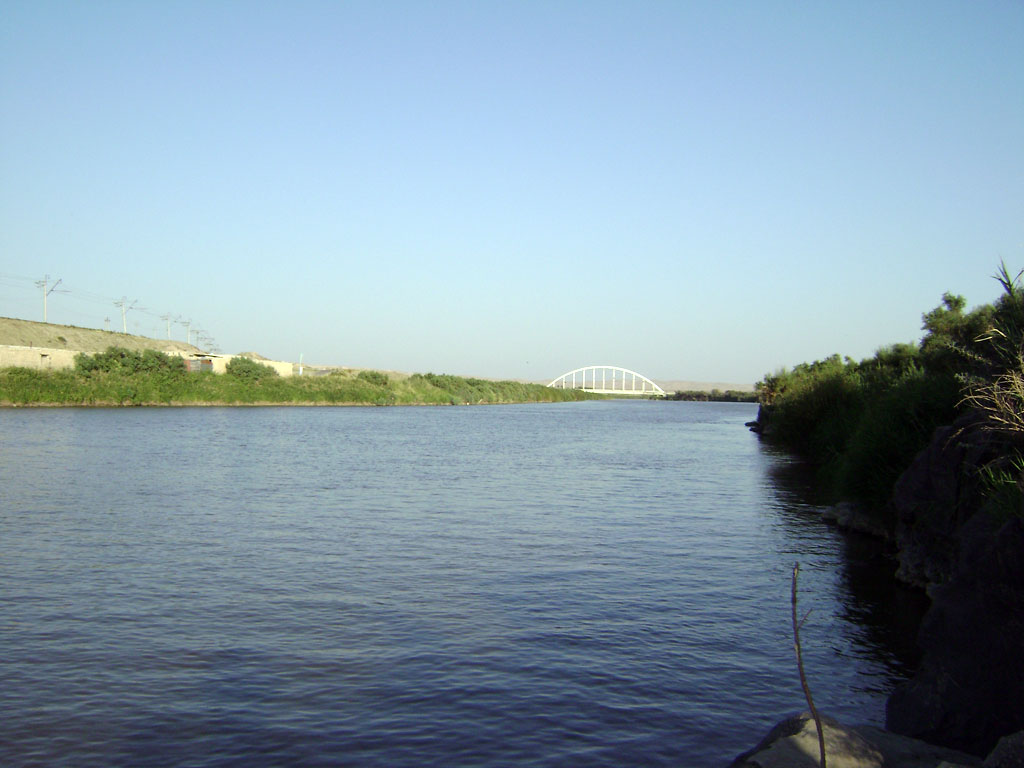
位于伊朗波勒达什特边境地区的阿拉斯河。

跨界河流（英語：Transboundary river）是指跨越最少一條边界的河流，包括一個國家裏的邊界和國際邊界。孟加拉国擁有最多的跨界河流，其中差不多所有都是跨越國際邊界的。

## 跨界河流
| 河             | 长度（公里） | 国家                                                                                       |
| -------------- | ------------ | ------------------------------------------------------------------------------------------ |
| 布拉馬普特拉河 | 2,900        | 印度 · 中国                                                                                |
| 科羅拉多河     | 2,333        | 美国 · 墨西哥                                                                              |
| 多瑙河         | 2,857        | 德国 · 奥地利 · 斯洛伐克 · 匈牙利 · 塞爾維亞 · 羅馬尼亞 · 保加利亚 · 摩尔多瓦 · 乌克兰     |
| 恒河           | 2,525        | 印度 ·                                                                                     |
| 湄公河         | 4,350        | 中国 · 緬甸 · 泰國 · 柬埔寨 · 越南                                                         |
| 尼羅河         | 6,853        | 卢旺达 · 布吉納法索 · 乌干达 · 刚果民主共和国 · 坦桑尼亚 · 衣索比亞 · 南蘇丹 · 苏丹 · 埃及 |
| 萊茵河         | 1,230        | 德国 · 奥地利 · 瑞士 · 法國 · 荷蘭 · 列支敦斯登                                            |
| 羅訥河         | 813          | 瑞士 · 法國                                                                                |

## 孟加拉國的跨界河流
孟加拉国有超過58條主要河流進入印度或缅甸，這些跨越邊界的河流很大程度受到水文和政治因素影響。
當河流把大量沉積物帶到河口，河口地區的土地面积便會增加。 然而這些沉積物会使河床高度上升，繼而造成洪水泛濫。原本由国际公约管理的共享水資源已经开始導致政治争端。
印度和孟加拉國共享54條河流，然而其中只有恆河已經達成協議。1996年12月12日，《印孟關於在法拉卡分配恆河水的條約》簽訂，條約內容基於在法拉卡量度的共享方程式。